# Deutsch als Fremdsprache
Deutsch als Fremdsprache (DaF) bezeichnet einerseits den Status der deutschen Sprache für alle Sprecher oder Lernenden, für die Deutsch nicht ihre Muttersprache ist, und andererseits bezeichnet es den Deutschunterricht für diese Lernenden, einschließlich der entsprechenden Didaktik. Dieser Unterricht kann an Menschen in deutschsprachigen oder auch in anderssprachigen Ländern oder Gebieten gerichtet sein.
Laut der im Juni 2020 veröffentlichten Studie von Goethe-Institut, DAAD und der Zentralstelle für das Auslandsschulwesen lernen immer mehr Menschen Deutsch als Fremdsprache, insgesamt sind es 15,4 Millionen weltweit.
In einem sehr weit gefassten Sinn steht DaF für „alle unterrichtspraktischen und wissenschaftlichen Aktivitäten, die sich mit der deutschen Sprache und Kultur der deutschsprachigen Länder […] beschäftigen“. In einem engeren Sinn spricht man von Deutsch als Fremdsprache, wenn die deutsche Sprache im Ausland erworben wird und nicht zum alltäglichen Gebrauch notwendig ist. Die Vermittlung der deutschen Sprache erfolgt dabei meist gesteuert, das heißt im Fremdsprachenunterricht.
DaF ist zu unterscheiden von Deutsch als Zweitsprache (DaZ). Von Deutsch als Zweitsprache spricht man, wenn die deutsche Sprache in einem deutschsprachigen Land erworben wird und zum alltäglichen Gebrauch notwendig ist. Der Erwerb erfolgt dabei weitgehend außerhalb des Unterrichts, aber auch in speziellen Kursen. Deutsch gilt beispielsweise als Zweitsprache für in Deutschland lebende Flüchtlinge, Aussiedler, Arbeitsmigranten und Kinder und Jugendliche mit Migrationshintergrund, sofern Deutsch nicht ihre Muttersprache ist. In Verbindung mit der Arbeitsmigration löste DaZ die in den 1970er Jahren übliche Bezeichnung „Gastarbeiterdeutsch“ und den in der Sprachkursförderung verwendeten Begriff „Deutsch für ausländische Arbeitnehmer“ ab.
Mit rund 18 Prozent der Muttersprachler und etwa 14 Prozent der Fremdsprachler ist die deutsche Sprache vor dem Englischen in der Europäischen Union die verbreitetste Muttersprache und zusammen mit Französisch die zweitverbreitetste Fremdsprache.

## Das akademische Fach Deutsch als Fremdsprache
Das Fach Deutsch als Fremdsprache entwickelte sich Ende der 1960er-Jahre insbesondere aus zwei Gründen: Zum einen stieg die Zahl der ausländischen Studierenden in der Bundesrepublik und der DDR, zum anderen nahm die Anzahl von Migranten in Deutschland zu. Daraus resultierte der wachsende Bedarf an ausgebildeten DaF- und DaZ-Lehrkräften. Dieser Bedarf schlägt sich in vielfältigen Studiengängen und der Professionalisierung der Ausbildung von DaF-/DaZ-Lehrkräften nieder. Gegenwärtig nimmt Deutsch als Fremdsprache den Status eines Kleinen Fachs in der deutschen Hochschullandschaft ein. Die Arbeitsstelle Kleine Fächer kartiert gegenwärtig (Stand Juni 2019) 36 eigenständige Lehrstühle an 23 deutschen Universitäten.

## Historische Entwicklung des Faches Deutsch als Fremdsprache
1956 wurde das Institut für Ausländerstudium an der Leipziger Universität (seit 1961 Herder-Institut) gegründet, an dem ausländische Studierende auf ein Fachstudium in Deutschland vorbereitet wurden. Ab 1970 bot die Universität Heidelberg einen spezifischen germanistischen Studiengang für ausländische Studierende an. Den ersten Lehrstuhl für DaF besetzte Gerhard Helbig in den 1960er-Jahren am Herder-Institut der Universität Leipzig. 1968 gliederte man dem Herder-Institut die Zentrale Schule für ausländische Bürger zur sprachlichen Vorbereitung auf die produktionstechnische Ausbildung an, die schon seit 1962 existierte. Im Jahr 1975 wurden ein weiterer Lehrstuhl in Hamburg und 1978 weitere Lehrstühle in München und in Bielefeld eingerichtet. 1997 bestanden bereits 14 Lehrstühle an elf deutschen Universitäten.

### Inhaltsbereiche als Kern des Faches Deutsch als Fremdsprache 1979
1. Kontrastive Linguistik
2. Sprachnormenforschung
3. Sprachlehrforschung
4. Fachsprachenforschung
5. Gastarbeiter-Linguistik
6. Deutsche Literatur als fremde Literatur
7. Deutsche Landeskunde[8]

### Schwerpunkte des Faches Deutsch als Fremdsprache in den 1990er Jahren
1. eine linguistische Ausrichtung
2. eine lehr-/lernwissenschaftliche (didaktisch/methodische) Ausrichtung
3. eine landeskundlich-kulturwissenschaftliche Ausrichtung
4. eine literaturwissenschaftliche Ausrichtung[9]

### Unverzichtbare Gegenstände des Studiengangs seit 2005
Im Studienprojekt „Studienstrukturreform und Kerncurricula im Fach Deutsch als Fremdsprache“ wurde das „Grundsatzpapier des Fachverbands Deutsch als Fremdsprache (FaDaF) zur curricularen Basis der BA-/MA-Studiengänge ‚Deutsch als Fremdsprache‘ (DaF)“ ausgearbeitet. Dort werden die unverzichtbaren Gegenstände eines Studiengangs Deutsch als Fremdsprache aufgeführt.
1. die deutsche Sprache als fremde Sprache
2. die Kultur und Gesellschaft des deutschsprachigen Raums in der Fremdperspektive (unter Einbeziehung der deutschsprachigen Literatur)
3. Lernprozesse bezogen auf die Sprache Deutsch als fremde Sprache
4. die Vermittlung der Sprache Deutsch als fremde Sprache sowie kultureller Inhalte innerhalb und außerhalb des deutschsprachigen Raums
5. mindestens ein profiliertes berufsbezogenes Praktikum
6. Sprachlernerfahrung[10]

Die im Grundsatzpapier aufgeführten zentralen Kenntnisse und Fähigkeiten für den Bachelor, beinhalten alle eine interkulturelle Ausrichtung. Für die Masterstudiengänge gelten die für den Bachelor formulierten Basiskompetenzen als Grundvoraussetzung. Diese werden im Master vertieft und erweitert. Schwerpunkte werden durch die präzise Benennung des Studiengangs kenntlich gemacht.

## Entwicklung akademischer Studiengänge des Fachs Deutsch als Fremdsprache
Im Jahr 2012 gab es allein in Deutschland über 50 Hochschulen, an denen Deutsch als Fremdsprache oder Deutsch als Zweitsprache als Haupt- oder Nebenstudiengang studiert werden kann. Aufgrund der Umstrukturierung in Bachelor- und Masterstudiengänge seit dem Bologna-Prozess wurden verbindliche Kanons von Lehrveranstaltungen und Modulen im Fach DaF eingeführt. Diese orientieren sich an den Kompetenzen, die während des Studiums in relevanten Studienfeldern erworben werden sollen.

### Studiengangstypen vor Beginn der Umstrukturierung in Bachelor- und Masterstudiengänge (bis zu den 1990ern)
1. Grundständige DaF-/DaZ-Studiengänge: DaF/DaZ als Haupt- oder Nebenfach (vor allem in Magisterstudiengängen);
2. DaF/DaZ als Schwerpunkt im Rahmen anderer grundständiger Studiengänge (z. B. Germanistik, Sprachlehrforschung);
3. DaF/DaZ als Ergänzungs-, Aufbau- und Zusatzstudiengang.[15]

### Studienangebote nach Beginn der Umstrukturierung (November 2005)
1. Konsekutiver BA-/MA-Studiengang DaF/DaZ;
2. nur Bachelorstudiengang DaF/DaZ;
3. nur Masterstudiengang DaF/DaZ;
4. DaF-/DaZ-Angebote (Module, Schwerpunkte) im Rahmen anderer Studiengänge (häufig bei Germanistikstudiengängen).[16]

Trotz der Studienstrukturreform, die zu einer besseren Vergleichbarkeit und Übersichtlichkeit der Studiengänge führen sollte, herrscht eine große Heterogenität der DaF-/DaZ-Studiengänge.
Allgemeine Faktoren, wie zum Beispiel Strukturentscheidungen durch Land und Hochschulen, Lehrerkapazität, Berufsfeldbezug etc., und standortspezifische Bedingungen beeinflussen die Profilausbildung der Studiengänge. „Die fachinterne Debatte um ein verbindliches Kerncurriculum ist noch nicht ausreichend geführt worden […], so dass nicht von einem gemeinsamen Profil der DaF-/DaZ-Studiengänge gesprochen werden kann“ (Christian Fandrych, Britta Hufeisen, Hans-Jürgen Krumm, Claudia Riemer: Perspektiven und Schwerpunkte des Faches Deutsch als Fremd- und Zweitsprache. 2010, S. 14). Aufgrund der verschiedenen Studiengänge ergeben sich unterschiedliche Qualifikationsprofile, je nachdem, ob Absolventen einen Bachelor-Master-DaF/DaZ oder einen MA DaF/DaZ nach einem anderen Bachelorstudiengang absolvieren.
Der Bachelor im Fach Deutsch als Fremdsprache soll auf das Berufsfeld vorbereiten, die Grundlagen für einen anschließenden MA-Studiengang desselben Fachs oder der gleichen Fachrichtung liefern. Außerdem müssen die Absolventen des Bachelors den Übergang in einen fachlich verwandten, aber inhaltlich abweichenden MA-Studiengang schaffen können.
An den meisten Universitäten wird DaF/DaZ aufbauend auf einen Bachelor der Germanistik in Masterstudiengängen angeboten. „Weiterbildende Masterstudiengänge für DaF/DaZ sind nur vereinzelt entwickelt worden, stellen aber angesichts der vielfältigen Bedarfe in der Lehrerfort- und -weiterbildung […] ein Desiderat dar“ (Christian Fandrych, Britta Hufeisen, Hans-Jürgen Krumm, Claudia Riemer: Perspektiven und Schwerpunkte des Faches Deutsch als Fremd- und Zweitsprache. 2010, S. 14). Um eine Professionalisierung und Qualifizierung der Lehrkräfte zu erreichen, werden DaZ-Inhalte in den DaF-Studiengängen stärker berücksichtigt. Außerdem ist DaZ in einigen deutschen Bundesländern und an den Pädagogischen Hochschulen in Österreich in Lehramtsstudiengängen als Pflicht- oder Wahlpflichtelement integriert.
Eine Übersicht der DaF-Studiengänge an deutschen Hochschulen befindet sich auf den Seiten des Fachverbands Deutsch als Fremdsprache. Des Weiteren sind auf dieser Seite europäische und außereuropäische Länder aufgelistet, in denen DaF-Studiengänge existieren. Unter den einzelnen Hochschulen werden teilweise genauere Angaben zu den Bezeichnungen der Studiengänge, den Zulassungsvoraussetzungen, den Inhalten, dem Berufsbezug etc. gegeben.

## Berufsfelder Deutsch als Fremdsprache
Die Umstrukturierung der Studiengänge im Fach Deutsch als Fremdsprache im Rahmen des Bologna-Prozesses ruft immer wieder die Frage nach einem konkreten Berufsbild und möglichen Berufsperspektiven hervor. Ein wesentlicher Grund für die Einrichtung akademischer Studiengänge im Fach Deutsch als Fremdsprache war die Notwendigkeit der fachdidaktisch und wissenschaftlich fundierten Qualifizierung von DaF-Lehrkräften. „In Deutschland und Österreich werden DaF-/DaZ-Lehrkräfte vorrangig für die Erwachsenenbildung im Rahmen von Bachelor- und Masterstudiengängen ausgebildet“ (Christian Fandrych, Britta Hufeisen, Hans-Jürgen Krumm, Claudia Riemer: Perspektiven und Schwerpunkte des Faches Deutsch als Fremd- und Zweitsprache. 2010, S. 13). Die zunehmende Internationalisierung der Weltwirtschaft, die zunehmende Migrationsbewegung und die dadurch erhöhte Nachfrage nach Deutsch erfordern qualifizierte Lehrkräfte für Deutsch als Fremdsprache. Neben dem Bedarf an Lehrkräften treten auch die Bereiche des Testens und Prüfens, des internationalen Austauschs und des Kulturmanagements in den Vordergrund. Mit der Professionalisierung des Fachs werden in den Studienkonzepten zwei Zielsetzungen verfolgt: Die Studierenden sollen auf spezifische Berufsfelder vorbereitet werden und gleichzeitig in möglichst vielen Tätigkeitsfeldern eingesetzt werden können. Beschreibungen von Tätigkeitsfeldern sind auf der Hauptseite des Fachverbands Deutsch als Fremdsprache unter der Rubrik „Berufsbezug“ der Hochschulen zu finden.

### DaF-spezifische Tätigkeiten
In den deutschsprachigen Ländern können Absolventen eines Bachelorstudiums im Fach DaF/DaZ eine Lehrtätigkeit bei Sprachkursanbietern aufnehmen. Ebenso besteht die Möglichkeit, in der Entwicklung, Herstellung und im Vertrieb von Unterrichts-/Lehrmaterialien bei Verlagen, Medienproduzenten und Bildungsinstitutionen zu arbeiten. Auch die Betreuung und Koordination in Sprachlernzentren an Universitäten, Fachhochschulen und Sprachschulen (z. B. bei Tandem-Lernen, Selbstlernprogrammen) fallen in die Aufgabenbereiche. Weitere spezielle Tätigkeitsbereiche sind: berufsbezogener Unterricht in Firmen, spezialisierte Berufsschulkurse für Migranten, DaZ-Weiterbildungsmaßnahmen der Arbeitsagentur oder der Berufsbildungswerke und allgemeinbildende Firmenkurse DaF/DaZ. DaF/DaZ-Lehrer können als Kommunikationstrainer in Firmen und öffentlichen Institutionen arbeiten, wobei hier eine Konkurrenz mit Absolventen anderer Studienfächer herrscht. Im Ausland besteht die Möglichkeit, Betreuungstätigkeiten in Selbstlernzentren an Hochschulen, Schulen und Sprachschulen und Lehrtätigkeit bei Sprachkursanbietern aufzunehmen. In den Masterstudiengängen erwerben die Studenten vertiefte wissenschaftliche Kenntnisse und können nach dem Abschluss in der Hochschullehre und Forschung arbeiten. Je nach Ausrichtung des Studiengangs werden die Studenten in weiteren, speziellen Bereichen qualifiziert (z. B. MA Deutsch als Fremdsprache: Kulturvermittlung).
Die Lehrtätigkeit an Auslandsschulen, Studienkollegs und in Vorstudienlehrgängen ist in der Regel Personen mit einem Lehramtsstudiengang vorbehalten. Absolventen mit Staatsexamen und einer Erweiterung durch Zusatzstudiengänge, einem Hochschullehrgang o. ä. finden auf dem Arbeitsmarkt leichter eine Tätigkeit als Absolventen eines DaF-/DaZ-Studiengangs. Da diese jedoch aufgrund ihres spezialisierten Studiums besondere Kenntnisse im Bereich des Spracherwerbs und der Zweit- und Fremdsprachendidaktik haben, könnten sie ihren Qualifikationen entsprechend Aufgaben an öffentlichen Schulen übernehmen. „Es wäre beispielsweise angesichts der Umgestaltung aller Studiengänge an deutschen Hochschulen und einer bevorstehenden Neustrukturierung der Lehramtsausbildung nicht einzusehen, wenn es nicht gelänge, BA-AbsolventInnen der DaF-/DaZ-Studiengänge den Zugang zu einer für das Lehramt an staatlichen Schulen befähigenden Ausbildungsphase zu ermöglichen“.

### Weitere Tätigkeitsfelder
Aufgrund der unterschiedlichen Schwerpunkte und Profile der Studiengänge im Fach DaF/DaZ besteht ein breites Spektrum an beruflichen Perspektiven. Angefangen bei Tätigkeiten im pädagogischen Bereich (u. a. pädagogischer Leiter, pädagogischer Fachberater) bis hin zu Kundenbetreuung und -beratung oder auch Produktmanagement in Fachverlagen. Teilweise sind jedoch zusätzliche Fortbildungen für die genannten Tätigkeiten notwendig.
Eine Studie, die den Werdegang von DaF-Absolventen (auch im Nebenfach) vor der Umstrukturierung in BA- und MA-Studiengänge untersuchte, wies unter anderem Tätigkeiten bei Organisationen wie dem Deutschen Roten Kreuz, der Arbeiterwohlfahrt und an Kirchen auf. Es wurden Stipendien beim DAAD und Referendariate angegeben, außerdem Tätigkeiten an Beratungsstellen wie dem Auslandsamt und dem Studentenwerk. Manche Absolventen gaben ein Angestelltenverhältnis als wissenschaftliche Hilfskraft an Hochschulen an. Eine neuere Studie von 2010, die u. a. die Berufsfelder von Absolventen der Jahrgänge 1983–2009 untersuchte, ergänzt weitere Berufsfelder. Hierzu gehören: Dienstleistungen, Wirtschaft/Management, Presse/Rundfunk/TV, Industrie, Rechts-/Unternehmensberatung und Verwaltung.

## DaF-Förderung als Ziel der Auswärtigen Kultur- und Bildungspolitik
Die Förderung von Deutsch als Fremdsprache ist ein wichtiges Ziel der Auswärtigen Kultur- und Bildungspolitik. Das Auswärtige Amt fördert unter anderem der Deutschunterricht an Schulen, die Aus- und Fortbildung von Lehrkräften, das Angebot an Hochschulstipendien sowie außerschulische und außeruniversitäre Sprachlernangebote. Umgesetzt wird die Förderung durch eigenständige Mittlerorganisationen, die im Folgenden kurz vorgestellt werden.

### Goethe-Institut
Das Goethe-Institut ist eine weltweit agierende Organisation zur Vermittlung der deutschen Sprache und Kultur. Mit 149 Instituten ist es in 92 Ländern vertreten. Im Auftrag der Bundesrepublik Deutschland nimmt das Goethe-Institut, das die Rechtsform eines eingetragenen Vereins hat, Aufgaben der auswärtigen Kulturpolitik wahr.
Hauptziele des Goethe-Instituts sind:
- Förderung der Kenntnis deutscher Sprache im Ausland
- Pflege der internationalen kulturellen Zusammenarbeit
- Vermittlung eines umfassenden Deutschlandbildes durch Informationen über das kulturelle, gesellschaftliche und politische Leben

Zu den Tätigkeitsbereichen des Goethe-Instituts zählen:
- Durchführung von Sprachkursen
- Durchführung von Deutschprüfungen auf allen Niveaus und für verschiedene Zielgruppen
- Erarbeitung von neuen Lehrmaterialien
- Fortbildung von Lehrenden
- Förderung der internationalen kulturellen Zusammenarbeit beispielsweise durch Kulturveranstaltungen und Festivalbeiträge in den Bereichen Film, Tanz, Musik, Theater und Literatur
- Vermittlung eines aktuellen Deutschlandbildes unter anderem durch Bibliotheken, Informationszentren und Diskussionsforen

Neben Zertifikaten, die Lernenden das Niveau der erreichten Deutschkenntnisse bescheinigen, bietet das Goethe-Institut seit 2004 mit dem Grünen Diplom auch eine standardisierte Basisqualifikation für DaF-Lehrkräfte.

### Deutscher Akademischer Austauschdienst
Der Deutsche Akademische Austauschdienst ist eine Vereinigung der Hochschulen und Studierendenschaften der Bundesrepublik Deutschland. Der Verein wurde im Jahre 1925 gegründet und ist weltweit die größte Förderorganisation für den internationalen Austausch von Studierenden und Wissenschaftlern. Zu den Aufgaben des DAAD gehören unter anderem die Vergabe von Stipendien, die Förderung der Internationalität der deutschen Hochschulen, die Stärkung der Germanistik und der deutschen Sprache im Ausland sowie die Unterstützung der Entwicklungsländer beim Aufbau leistungsfähiger Hochschulen.

#### DAAD-Lektorenprogramm
Der DAAD bietet die Möglichkeit als Lektor im Fach Germanistik/Deutsch als Fremdsprache an einer ausländischen Hochschule zu arbeiten. Der Aufenthalt ist begrenzt auf zwei bis fünf Jahre. Die Vergütung erfolgt nach dem jeweils üblichen Ortsgehalt durch die ausländische Universität. Zusätzlich erfolgt eine finanzielle Förderung durch den DAAD. Zum Aufgabenbereich einer Lektorin bzw. eines Lektors gehören beispielsweise der Unterricht in Deutsch als Fremdsprache, Literatur- und Sprachwissenschaft oder die Durchführung von Veranstaltungen zu Deutschlandstudien. Zudem sind Lektorinnen bzw. Lektoren für die Beratung von ausländischen Studierenden und Wissenschaftlern zuständig, die an einem Studien- oder Arbeitsaufenthalt in Deutschland interessiert sind.
Bewerbungsvoraussetzungen sind ein abgeschlossenes Studium im Fach Germanistik oder Deutsch als Fremdsprache. Das Studium sollte möglichst an einer deutschen Hochschule abgeschlossen worden sein. Zudem werden sehr gute Kenntnisse der deutschen Sprache vorausgesetzt. Staatsbürger eines EU-Mitgliedsstaates zu sein ist für eine Bewerbung ebenfalls erforderlich.

#### Sprachassistenten
Der DAAD vergibt Jahresstipendien für Sprachassistenten im Fach Deutsch als Fremdsprache. Das Programm richtet sich an junge Absolventen der Fächer Germanistik oder Deutsch als Fremdsprache. Sprachassistenten werden von Lektoren vor Ort betreut, deshalb erfolgt die Vermittlung an Hochschulen, an denen eine Betreuung durch DAAD-Lektoren möglich ist. Zugangsvoraussetzungen sind ein abgeschlossenes Studium an einer deutschen Hochschule in den Fächern Germanistik oder Deutsch als Fremdsprache. Zum Zeitpunkt der Bewerbung darf der Studienabschluss nicht länger als zwei Jahre zurückliegen. Zudem muss der Bewerber in den zwei Jahren zuvor seinen Lebensmittelpunkt in Deutschland gehabt haben. Zu den Tätigkeiten einer Sprachassistentin bzw. eines Sprachassistenten gehören die Durchführung des Sprachunterrichts in Deutsch oder die Durchführung von Lehrveranstaltungen im sprachlichen oder kulturellen Bereich. Neben einer monatlichen Stipendienrate, die je nach Land variieren kann, beteiligt sich der DAAD mit einmaligem Pauschalbetrag an den internationalen Reisekosten und übernimmt die Kosten für eine Unfall-, Kranken- und Privathaftpflichtversicherung.

### Zentralstelle für das Auslandsschulwesen
Die Zentralstelle für das Auslandsschulwesen (ZfA) ist eine Abteilung im Bundesverwaltungsamt Köln. Sie ist für die pädagogische, personelle und finanzielle Betreuung der schulischen Arbeit im Ausland zuständig.
Zu den Aufgaben der ZfA gehören unter anderem:
- Beratung und Unterstützung der deutschen Schulen und Bildungseinrichtungen im Ausland
- Gewinnung, Auswahl und Vermittlung von Lehrkräften für den Einsatz an deutschen Auslandsschulen
- Finanzielle Beratung von Auslandsdienstlehrkräften und Programmlehrkräften
- Entwicklung und Durchführung von Prüfungen im Bereich Deutsch als Fremdsprache (Deutsches Sprachdiplom der Kultusministerkonferenz)
- Vorbereitung, Fort- und Weiterbildung von Lehrkräften[40]

#### Bundesprogrammlehrkraft
Die Zentralstelle für das Auslandsschulwesen bietet die Möglichkeit als Bundesprogrammlehrkraft im Ausland zu unterrichten. Zugangsvoraussetzungen sind ein abgeschlossenes Lehramtsstudium. Des Weiteren ist eine Bewerbung mit einem abgeschlossenen Studium in Deutsch als Fremdsprache oder Linguistik mit dem Schwerpunkt Deutsch als Fremdsprache möglich. Das Programm richtet sich jedoch hauptsächlich an nicht fest im Inland angestellte Lehrkräfte. Eine weitere Voraussetzung ist die Staatsangehörigkeit in einem der Mitgliedsstaaten der EU, der Lebensmittelpunkt muss sich in Deutschland befinden. Zudem richtet sich das Programm an Bewerber, die das 61. Lebensjahr noch nicht vollendet haben. Mögliche Einsatzgebiete sind unter anderem Mittel- und Südamerika, Südeuropa, Zentralasien und Mittel- und Osteuropa. Die Dauer des Auslandseinsatzes beträgt in der Regel zwei Jahre und kann bis zu einer Gesamtdauer von sechs Jahren verlängert werden.

#### Landesprogrammlehrkraft
Seit 1989 unterstützt die Bundesrepublik Deutschland den Einsatz deutscher Lehrkräfte im Ausland, mit dem Ziel der Förderung und Weiterentwicklung des Faches „Deutsch als Fremdsprache“. Der Einsatz von Landesprogrammlehrkräften erfolgt hauptsächlich an staatlichen Schulen und Bildungseinrichtungen in Mittel-, Ost- und Südosteuropa, in den baltischen Staaten, der Mongolei und den GUS.
Die Zugangsvoraussetzungen entsprechen den Bewerbungsvoraussetzungen der Bundesprogrammlehrkräfte.

### Pädagogischer Austauschdienst
Der Pädagogische Austauschdienst (PAD) ist eine Abteilung im Sekretariat der ständigen Konferenz der Kultusminister der Länder in der Bundesrepublik Deutschland und ist seit 1952 im Auftrag der Länder für den internationalen Austausch und die internationale Zusammenarbeit im Schulbereich tätig. Der PAD ist zuständig für den Lehrer- und Schüleraustausch, Fortbildungskurse, Praktika, Schulpartnerschaften und für die Vergabe von Stipendien. Zu den Zielen des PAD gehören die Stärkung des interkulturellen Dialogs und der Völkerverständigung, die Förderung der europäischen und internationalen Kompetenz, die Förderung des Fremdsprachenlernens und der Aufgeschlossenheit für die deutsche Sprache und Kultur im Ausland sowie die Verbesserung der Qualität des Lehrens und Lernens.
Der PAD nimmt folgende Aufgaben wahr:
- Planung, Durchführung, Evaluation und Weiterentwicklung von Programmen
- Konzeption und Entwicklung neuer Austauschprogramme
- Information, Beratung, Vermittlung und Betreuung von Personen und Institutionen aus dem Schulbereich
- Information der Zielgruppen sowie der interessierten Öffentlichkeit.[43][44]

#### Fremdsprachenassistenten
Dieses Programm des Pädagogischen Austauschdienstes bietet jungen Studierenden die Möglichkeit als Fremdsprachenassistenzlehrkräfte am Deutschunterricht an ausländischen Bildungseinrichtungen mitzuwirken. Mit diesem Programm haben Studierende die Möglichkeit ihre sprachlichen und kulturellen Kenntnisse über das Gastland zu erweitern sowie einen Einblick in die Unterrichtsmethoden des jeweiligen Gastlandes zu erhalten. Zudem werden durch die praktische Lehrtätigkeit die Kompetenzen der angehenden Fremdsprachenlehrkräfte gefördert. Fremdsprachenassistenten helfen im Deutschunterricht mit. Sie führen beispielsweise Übungen mit den Schülern durch oder übernehmen bestimmte Unterrichtsabschnitte. Das Programm richtet sich hauptsächlich an Lehramtsstudierende der Fächer Englisch, Französisch, Spanisch, Italienisch und Chinesisch. Es können sich aber auch Studierende anderer Fächer bewerben. Folgende Staaten sind am Austausch von Fremdsprachenassistenten beteiligt: Australien, Belgien, China, Frankreich, Großbritannien, Irland, Italien, Kanada, Neuseeland, die Schweiz, Spanien und die USA.

#### Internationale Schulpartnerschaften (PASCH-Initiative)
PASCH bedeutet „Schulen: Partner der Zukunft“. In dieser Initiative sind inzwischen 2.000 PASCH-Schulen in 120 Ländern miteinander vernetzt, an denen Deutsch einen besonders hohen Stellenwert hat. An PASCH-Sculen lernen weltweit 600.000 Schülerinnen und Schüler.
Die PASCH-Initiative wurde 2008 vom Auswärtigen Amt der Bundesrepublik Deutschland ins Leben gerufen, in Kooperation mit der Zentralstelle für das Auslandsschulwesen (ZfA), dem Goethe-Institut, dem Deutschen Akademischen Austauschdienst (DAAD) und dem Pädagogischen Austauschdienst (PAD) des Sekretariats der Kultusministerkonferenz.

### Robert Bosch Stiftung
Die Robert Bosch Stiftung wurde im Jahre 1964 gegründet. In diesem Jahr wurden laut Testamentbeschluss die Geschäftsanteile der Familie Bosch auf die Vermögensverwaltung Bosch GmbH übertragen. Diese wurde 1969 in Robert Bosch Stiftung GmbH umbenannt. Die Stiftung betreibt Förderung in Eigenprogrammen, es werden aber auch auswärtige Projekte unterstützt. Programmbereiche der Stiftung sind:
- Gesundheit und Wissenschaft
- Bildung, Gesellschaft, Kultur
- Völkerverständigung Westeuropa, Amerika, Türkei, Japan, Indien
- Völkerverständigung Mitteleuropa, Südosteuropa, GUS, China[47]

#### Lektorenprogramm an Hochschulen in Osteuropa und China
Das Lektorenprogramm an Hochschulen in Osteuropa und China wird seit 1999 gemeinsam mit dem Osteuropazentrum der Universität Hohenheim organisiert. Das Programm möchte den Bedarf an deutschen Muttersprachlern und Lehrkräften an osteuropäischen und chinesischen Hochschulen decken. Es fördert im Rahmen eines Stipendiums deutsche Hochschulabsolventen, die an Hochschulen in Osteuropa unterrichten und Projekte durchführen. Das Lektorenprogramm der Robert Bosch Stiftung richtet sich an Hochschulabsolventinnen und -absolventen der Fächer Deutsch als Fremdsprache, Germanistik, der Geistes-, Sozial-, Rechts- oder Wirtschaftswissenschaften. Der Studienabschluss darf nicht länger als fünf Jahre zurückliegen. Zudem sollte ein starkes Interesse an Osteuropa bzw. China vorhanden sein. Zu den Aufgaben der Lektorinnen und Lektoren gehören unter anderem der Unterricht an der Gasthochschule mit etwa sechs Semesterwochenstunden, die Teilnahme am Lehrstuhlgeschehen sowie die Unterstützung des Lehrstuhls in deutschlandspezifischen Fragestellungen, die Abnahme von Prüfungen oder die Beratung der Studierenden. Ein weiterer wichtiger Bestandteil ist die Projektarbeit. Dabei können diverse Projekte unter dem Motto Völkerverständigung durchgeführt werden. Innerhalb der Hochschule ist die Projektarbeit in folgenden Bereichen möglich: Theateraufführungen, Deutsch-Klubs, deutsche Tage oder Curriculumsentwicklung. Außerhalb der Hochschule können Projekte in den Bereichen Kultur, Austausch oder zivilgesellschaftliches Engagement realisiert werden. Das Stipendium wird für ein Jahr vergeben und kann bei Bedarf um ein weiteres Jahr verlängert werden. Die Höhe des monatlichen Stipendiums beträgt 1.000 Euro. Zudem werden die Kosten für Haftpflicht-, Kranken-, Reisegepäck- und Unfallversicherung im Ausland übernommen sowie die Kosten für die An- und Rückreise. Neben der Qualifikation in Lehre und Projektarbeit absolvieren die Lektorinnen und Lektoren die wissenschaftliche Ausbildung „Bildungsmanagement an Hochschulen in Osteuropa und China“.

### Stiftung Mercator
Die Stiftung Mercator GmbH wurde 1996 von der Stifterfamilie Schmidt – ein Duisburger Handelsunternehmen und seit 1996 Hauptanteilseigner der Metro Group – gegründet und hat ihren Sitz in Essen. Benannt wurde die Stiftung nach dem Duisburger Kosmographen und Kartographen Gerhard Mercator. Zu den Aufgaben der Stiftung zählen:
- Stärkung von Wissenschaft und Forschung
- Engagement für eine umfassende Bildung und Erziehung von Kindern, Jugendlichen und jungen Erwachsenen
- Förderung des Dialogs und der Verständigung zwischen Menschen verschiedener Kulturen.

Die Stiftung verfolgt dabei folgende Ziele:
- Anregung von Verantwortungsbewusstsein und Phantasie als unentbehrliche Gestaltungskräfte für den gesellschaftlichen Fortschritt
- Förderung der Ideen engagierter Menschen
- Unterstützung der Entscheidungsträger in ihrer Kreativität.[49]

#### Mercator Kolleg für internationale Aufgaben
Das Mercator Kolleg für internationale Aufgaben ist ein Programm der Studienstiftung des deutschen Volkes und der Stiftung Mercator. Das Programm richtet sich an hochqualifizierte, deutschsprachige Hochschulabsolventinnen und -absolventen aller Fachrichtungen, die Führungsaufgaben in internationalen Organisationen anstreben. Die Dauer des Programms beträgt 13 Monate. Während dieser Zeit arbeiten die Kollegiaten in zwei bis drei internationalen Organisationen, international agierenden NGOs, Non-Profit-Organisationen oder Wirtschaftsunternehmen. Dabei wird die Wahl der Arbeitsstationen durch eine selbst entworfene praktische Fragestellung, das Projektvorhaben, der Kollegiaten bestimmt. Zur Entwicklung von Führungs- und Schlüsselkompetenzen finden begleitende Seminare statt. Bewerbungsvoraussetzungen sind: ein Studienabschluss einer Universität oder Fachhochschule, eine Projektskizze, mindestens ein Jahr Auslands- und Berufserfahrung und Kenntnisse der englischen Sprache und einer weiteren Fremdsprache. Zudem dürfen die Bewerber nicht älter als 29 Jahre sein.

## DaF/DaZ in Sprachkursen
Kurse in Deutsch als Fremdsprache werden von vielen öffentlichen und privaten Bildungsträgern im In- und Ausland angeboten, insbesondere von den Volkshochschulen und Goethe-Instituten. Sprachkurse in Deutsch als Zweitsprache werden meist im Rahmen der öffentlichen Schulen (z. B. in Förderklassen) oder in Integrationskursen für Migranten unterrichtet.

### DaF-Prüfungen
Für Deutsch als Fremdsprache liegen eine Reihe von Sprachprüfungen und -diplomen bzw. -zertifikaten vor. Sie werden gemäß den Stufen des Gemeinsamen Europäischen Referenzrahmen für Sprachen (GER) von verschiedenen Trägern angeboten. Hierfür werden auch Vorbereitungskurse wie Präsenz- und Fernlernkurse zur Verfügung gestellt, diese sind jedoch für die Prüfungen selbst in der Regel nicht erforderlich. Beispiele sind das Zertifikat Deutsch oder die Prüfungen TestDaF und DSH, die den Hochschulzugang ermöglichen. TestDaF, DSH, DSD oder das ÖSD können als solche Prüfungen genannt werden.

#### DSH
Die DSH, auch Deutsche Sprachprüfung für den Hochschulzugang genannt, ist an Studierende gerichtet, die sich an einer deutschen Hochschule bewerben, ohne über Deutsch als Muttersprache zu verfügen. Es handelt sich um eine Zulassungsprüfung für ein deutsches Hochschulstudium, welche auch deutsche Studierende hinterlegen müssen, die über keinen deutschsprachigen Bildungsabschluss verfügen.
Die deutschen Sprachkenntnisse der Prüfungsteilnehmer werden anhand einer mündlichen und einer schriftlichen Prüfung ermittelt. Die DSH ist dann bestanden, wenn beide Teilprüfungen mit Erfolg abgeschlossen wurden, wobei das Gesamtergebnis beider Tests nicht die wichtigste Bedeutung trägt. Während bei der schriftlichen Teilprüfung vor allem auf das Verständnis und die Bearbeitung von Hör- und Lesetexten sowie wissenschaftssprachlicher Strukturen und vorgabenorientierte Textproduktion geachtet wird, muss bei der mündlichen Prüfung ein Text und Aufgaben erarbeitet werden, auf Basis derer später ein Kurzvortrag gehalten werden muss.
Um die Sprachkenntnisse eines Studierenden exakt bestimmen zu können, orientiert sich der DSH an drei Kompetenzniveaus: DHS1, DSH2 und DSH3, die den Niveaustufen B2 bis C2 des GER entsprechen. Im Allgemeinen wird die mittlere Niveaustufe DSH2 angestrebt, wobei dann die mündliche und schriftliche Teilprüfung mit mindestens dem Ergebnis DSH2 bestanden werden müssen. Prüfungsteilnehmer, welche beispielsweise in der mündlichen Prüfung Niveaustufe DSH3 vorweisen, in der schriftlichen jedoch nur Niveaustufe DSH1 erreichen, erzielen im Gesamtergebnis dann auch nur die Niveaustufe DSH1. Letztere ist nur für die Immatrikulation in bilinguale Studiengänge erforderlich, während die meisten Hochschulen für die Immatrikulation die Niveaustufe DSH2 fordern. Für Studiengänge auf einem höheren sprachlichen Niveau ist die Niveaustufe DSH3 notwendig.
Die Gestaltung der DSH ist jeder Universität und Hochschule selbst überlassen, jedoch muss diese sich in einem standardisierten Rahmen befinden und von anderen Hochschulen anerkannt werden, um durchgeführt zu werden.

#### Der Test Deutsch als Fremdsprache – TestDaF
Der TestDaF ist die Sprachprüfung zum Nachweis der Deutschkenntnisse internationaler Studenten, die an einer Hochschule in Deutschland studieren möchten. Studienbewerber, die ihre Hochschulzugangsberechtigung nicht an einer deutschsprachigen Einrichtung erworben haben, müssen vor Beginn des Studiums in Deutschland ihre Deutschkenntnisse nachweisen.
Die Aufgaben im TestDaF orientieren sich an verschiedenen Situationen der Sprachverwendung in einem Studium an deutschen Hochschulen. Für die Texte und Themen muss kein Spezialwissen vorhanden sein. Die Anforderungen an die Prüfungsteilnehmer sind auf fortgeschrittenen Niveaus, den TestDaF-Niveaus TDN 3, TDN 4 und TDN 5 angesiedelt. Im Gemeinsamen europäischen Referenzrahmen für Sprachen (GER) decken diese Niveaus das Spektrum B2.1 bis C1.2 ab.
Der TestDaF liegt in zwei Versionen vor: Im papierbasierten TestDaF werden die vier Teilkompetenzen in den Prüfungsteilen Leseverstehen, Hörverstehen, Schriftlicher Ausdruck und Mündlicher Ausdruck weitgehend getrennt voneinander erfasst. Für alle Prüfungsteile werden gedruckte Aufgabenhefte verteilt. Einzig der Prüfungsteil Mündlicher Ausdruck wird am PC oder Laptop durchgeführt. Prüfungsteilnehmer hören die Aufgaben über Kopfhörer von einem Tonträger, ihre Antworten werden aufgenommen. Es gibt also kein Prüfungsgespräch mit Prüfern. Im digitalen TestDaF werden die vier Teilkompetenzen in den Prüfungsteilen Lesen, Hören, Schreiben und Sprechen gemessen. Alle vier Prüfungsteile werden am PC oder Laptop durchgeführt und ermöglichen so den Einsatz neuer Aufgabentypen und digitaler Medien. Einige Testaufgaben sind kompetenzübergreifend angelegt. Das heißt, für ihre Bearbeitung werden zwei Teilkompetenzen eingesetzt. Die Prüfungsteilnehmer lesen z. B. zunächst einen Text mit einer Grafik und fassen anschließend die wichtigsten Punkte schriftlich zusammen und berücksichtigen dabei eine konkrete Fragestellung oder sie hören einen Beitrag eines Seminarteilnehmern und nehmen anschließend mündlich Stellung dazu.
Das TestDaF-Zertifikat ist unbegrenzt gültig und wird von allen Hochschulen in Deutschland anerkannt. Es enthält für jeden Prüfungsteil ein TestDaF-Niveau sowie im digitalen TestDaF zusätzlich einen Punktwert.  
Die Zulassung an deutschen Hochschulen erfolgt im Allgemeinen mit dem TestDaF-Niveau 4 in allen vier Prüfungsteilen. Der TestDaF ermöglicht den Hochschulen in den jeweiligen Fächern und Fachbereichen bzw. Fakultäten eine differenziertere Zulassung internationaler Studierender, je nach erforderlichem Sprachniveau in den vier Teilkompetenzen Lesen, Hören, Schreiben und Sprechen. Ausgehend von den Anforderungen in einem Studiengang können für eine oder mehrere Teilkompetenzen auch TestDaF-Niveaus unterhalb TDN 4 bei der Zulassung akzeptiert werden.

#### DSD
Das DSD oder auch Deutsches Sprachdiplom der Kultusministerkonferenz, ist eine weitere Sprachprüfung im DaF-Bereich, die weltweit als solches anerkannt ist und an deutschen Auslandsschulen, jedoch auch an ausländischen Schulen durchgeführt wird. Das DSD ist zurzeit die einzige schulische Prüfung für Deutsch als Fremdsprache im Ausland.
Das DSD enthält vier Teilprüfungen, welche den Fokus auf das Hör- und Leseverstehen sowie die schriftliche und mündliche Kommunikation legen. Jede dieser Teilprüfungen muss bestanden werden, um ein Zertifikat des DSD zu erhalten. Die tatsächlichen Kenntnisse, die sich nach der Prüfung herauskristallisieren, können anhand der drei Niveaustufen des GER bewertet werden.
Während andere DaF-Prüfungen sich nur auf die deutschen Sprachkenntnisse von Studierenden konzentrieren, fungiert das DSD nicht nur als anerkannter Nachweis für ein Hochschulstudium erforderlichen Deutschkenntnisse, sondern es dient nebenbei als pädagogisches Instrument zum Aufbau eines modernen Unterrichts in Deutsch als Fremdsprache. Wirkungsvoll und zentral stellt das DSD ein Förderinstrument der deutschen Sprache auf weltweiter Basis dar.

#### Prüfungen des Goethe-Instituts
Die Deutschprüfungen des Goethe-Instituts (Goethe-Zertifikate) entsprechen den Niveaustufen des Gemeinsamen europäischen Referenzrahmens für Sprachen (GER) und werden an allen Goethe-Instituten und Prüfungszentren weltweit nach einheitlichen Vorgaben durchgeführt. Das Goethe-Institut stellt für jede GER-Niveaustufe von A1 bis C2 verschiedene Prüfungen bereit, um die jeweiligen Sprachkenntnisse in DaF zertifiziert nachweisen zu können. So gibt es die Goethe-Zertifikate A1 und A2 für Jugendliche: Fit in Deutsch 1 und 2 (ab 10 Jahren) und für Erwachsene: Start Deutsch 1 und 2 (ab 16 Jahren). Die Goethe-Zertifikate B1 und B2 richten sich an Jugendliche (B1 ab 12 Jahren), Erwachsene (ab 16 Jahren) und Berufstätige. Das Goethe-Zertifikat C1 richtet sich an junge Erwachsene (ab 16 Jahren). Das Goethe-Zertifikat C2: GDS hat zum 1. Januar 2012 die Zentrale Oberstufenprüfung (ZOP), das Kleine Deutsche Sprachdiplom (KDS) und das Große Deutsche Sprachdiplom (GDS) abgelöst. Es ermöglicht ausländischen Studierenden den Zugang zu deutschen Universitäten und Hochschulen und dient vielerorts als sprachlicher Nachweis, um Deutsch unterrichten zu können.

#### Österreichisches Sprachdiplom Deutsch (ÖSD)
Das Österreichische Sprachdiplom Deutsch (ÖSD) ist ein staatlich anerkanntes Prüfungssystem für Deutsch als Fremd- und Zweitsprache. Die Prüfungen des ÖSD entsprechen internationalen Rahmenrichtlinien und orientieren sich auch an den Niveaubeschreibungen des Gemeinsamen europäischen Referenzrahmens für Sprachen (GER) und an Profile deutsch. ÖSD-Prüfungen sind als Nachweis von Deutschkenntnissen bei Arbeitgebern, Behörden und Bildungsinstitutionen weltweit anerkannt.
ÖSD-Prüfungen werden auf den Niveaustufen A1–C2 angeboten. Seit 2019 werden alle ÖSD-Prüfungen (ÖSD-Integrationsprüfungen ausgenommen) modular angeboten, d. h., die Prüfungsmodule (je nach Prüfung zwei bzw. vier Module) können unabhängig voneinander zu verschiedenen Zeitpunkten absolviert werden.

#### Weitere Prüfungen
Für die Kompetenzstufen B1, B2, C1, C2 werden viele weitere Prüfungen angeboten.

## Unterricht außerhalb des deutschen Sprachraums

Selbst-berichtete deutsche Sprachkenntnisse in Ländern der EU (2010):
über 50 Prozent der Bevölkerung
20 bis 49 Prozent
10 bis 19 Prozent
5 bis 9 Prozent
unter 5 Prozent
Nicht-EU-Länder

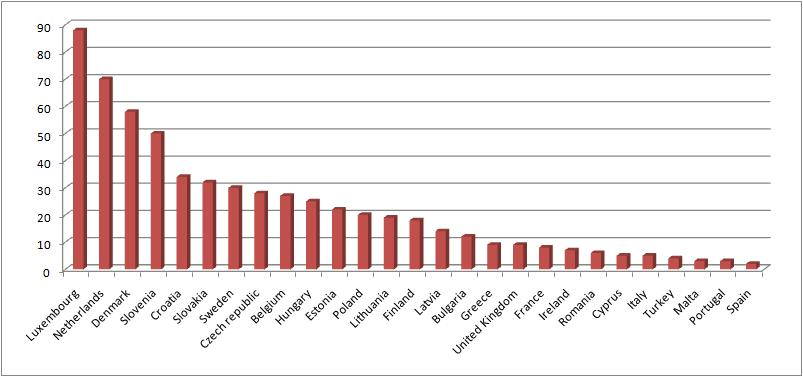
Selbst-berichtete deutsche Sprachkenntnisse in Prozent der Bevölkerung (über 15 Jahre) in Ländern der EU, 2005.

Außerhalb des deutschsprachigen Raums werden deutsche Sprachkurse auf allen Niveaustufen unter anderem vom Goethe-Institut angeboten. In vielen Ländern wird Deutsch als Fremdsprache auch an öffentlichen Schulen, Universitäten und anderen Kultur- und Bildungseinrichtungen gelehrt. Vor allem die Sprachschüler aus mittel- und osteuropäischen Ländern machen Deutsch zu einer der meistgelernten Sprachen der Europäischen Union. In Litauen ist Deutsch dritthäufigste Fremdsprache (Nach Englisch und Russisch): 8,3 % Einwohner können deutsch, der DaF-Unterricht wird an den Schulen/Universitäten angeboten.
In den Vereinigten Staaten ist Deutsch – nach Spanisch und Französisch – die an Colleges am dritthäufigsten studierte Fremdsprache. Auch 38 % der amerikanischen High Schools bieten Deutschkurse an. In Russland setzt sich der Internationale Verband der deutschen Kultur für Angebote im DaF-Bereich ein und arbeitet in enger Kooperation mit entsprechenden Einrichtungen in Russland und Deutschland. Dabei werden im außerschulischen Bereich vor allem die Ressourcen der russlanddeutschen Begegnungszentren genutzt. In Usbekistan erlernen gut 50 Prozent der insgesamt rund 1,2 Millionen Schüler des Landes Deutsch, die Maximalangabe liegt bei 750.000. In Israel ist Deutsch – nach Englisch – die am zweithäufigsten studierte Fremdsprache.
In den weltweiten Statistiken (Stand: 2015) führt Polen mit 2,3 Millionen Deutschlernenden gefolgt von Großbritannien und Russland, die sich den zweiten Platz mit jeweils knapp 1,5 Millionen Schülern teilen.

### Schulen
In zahlreichen Ländern wie den Niederlanden, Polen, dem französischsprachigen Teil der Schweiz, Luxemburg, Bulgarien oder Ungarn wird die deutsche Sprache in den Schulen als Fremdsprache gelehrt und gelernt. Der Unterricht „Deutsch als Fremdsprache“ ermöglicht den Kindern aus anderen Ländern, ihre Ausbildung von individuellen kommunikativen Mehrsprachigkeitsprofilen und -kompetenzen zu fördern. Darüber hinaus können sich die Schüler mit Hilfe der deutschen Sprache Einsichten in das Leben des deutschsprachigen und europäischen Raumes auch in literarischer, kultureller und historischer Perspektive erschließen und die elektronischen Medien nutzen, soweit diese sich der deutschen Sprache bedienen. In der Auseinandersetzung mit diesen Medien eröffnen sich den Schülern erweiterte Möglichkeiten der Wahrnehmung, des Verstehens und Gestaltens. So wird durch den DaF-Unterricht ein Sprachbewusstsein entwickelt und die Voraussetzung für Mehrsprachigkeit geschaffen. In Frankreich ist das Interesse am Deutschunterricht längerfristig zurückgegangen. In Südfrankreich lernten im Jahr 2022 nur zwei Prozent der Schülerinnen und Schüler Deutsch als Fremdsprache; Spanisch, Altgriechisch oder Lateinisch waren deutlich beliebter. Deutsch wurde vorwiegend an Privatschulen gewählt.
Im DaF-Unterricht in den europäischen Schulen werden die Sprachkompetenzen nicht einzeln und isoliert geschult, sondern die Kinder werden mit lebensweltlichen und kommunikativ bedeutsamen Aufgabenstellungen konfrontiert. Sie schaffen komplexe, herausfordernde und der jeweiligen Altersgruppen angemessene Lerngelegenheiten, wobei die verschiedenen Kompetenzbereiche berücksichtigt werden. Zu diesen Kompetenzen zählen die kommunikativen Fertigkeiten wie Hör- und Leseverstehen, Teilnahme an Gesprächen, Schreiben und Sprachmittlung. Des Weiteren werden die klassischen Felder wie Intonation, Orthographie, Wortschatz und Grammatik berücksichtigt. Darüber hinaus wird aufgrund der heutigen allgegenwärtigen Medienpräsenz in der Gesellschaft auf den Umgang mit deutschen Medien eingegangen. Interkulturelle Kompetenzen ist ein weiterer wichtiger Aspekt, bestimmt durch verschiedene Komponenten wie Handeln in Begegnungssituationen oder die Fähigkeit, interkulturell sprachlich handeln zu können, welcher den Kindern im DaF-Unterricht näher gebracht wird.
Der DaF-Unterricht orientiert sich bei der Festlegung der Kompetenzerwartungen, welchen die Kinder im Laufe des DaF-Lernens gerecht werden sollen, an den Niveaustufen des GER. Hier wird jedem Aspekt der erworbenen deutschen Sprachkompetenz eine Niveaustufe des GER zugeschrieben mit einer konkreten Beschreibung der jeweiligen Fertigkeit. Es wird vor allem auch auf das jeweilige Klassenniveau geachtet; je höher die Klassenstufe, desto schwieriger und anspruchsvoller werden auch die Anforderungen an die DaF-Lernenden.

### Deutsche Auslandsschulen
Eine deutsche Auslandsschule ist eine Bildungseinrichtung im Ausland, in der der Unterricht zum Teil in deutscher Sprache stattfindet und deren Schulabschlüsse in Deutschland anerkannt werden. Zurzeit können 135 Schulen weltweit als deutsche Auslandsschulen gezählt werden wie z. B. in Bulgarien, Dänemark, Italien, Rumänien, der Slowakei, Mexiko, Chile, China oder Kenia.
Je nach Art und Umfang des deutschen Sprachangebotes und der jeweiligen Abschlüsse an den Schulen variiert der Schultypus. So wird zwischen zwei verschiedenen Formen der deutschen Auslandsschule unterschieden: die deutschsprachige und die zweisprachige Schule. Während bei ersterem der Unterricht vollständig in der deutschen Sprache stattfindet und hauptsächlich nur deutsche Abschlüsse absolviert werden, wird der Unterricht bei letzterem in deutscher als auch in der Landessprache erteilt. Hier wird die Landessprache als Muttersprache unterrichtet und deutsche wie auch landesspezifische Abschlüsse können erzielt werden. Es steht vor allem der interkulturelle Austausch, welcher durch das Einbringen beider Sprachen zustande kommt, im Vordergrund. Die Lehrkräfte, welche an deutschen Auslandsschulen Deutsch als Fremdsprache nur für eine begrenzte Zeit unterrichten, werden als sogenannte Auslandsdienstkräfte vermittelt und an die jeweiligen Schulen gebracht.